# 洛纳-拉塞斯
洛纳-拉塞斯（義大利語：Lona-Lases），是意大利特伦托自治省的一个市镇。总面积11平方公里，人口837人，人口密度76.1人/平方公里（2009年）。ISTAT代码为022108。